# Ansac-sur-Vienne
 Ansac-sur-Vienne  es una comuna y población de Francia, en la región de Poitou-Charentes, departamento de Charente, en el distrito de Confolens y cantón de Confolens-Nord. Está integrada en la Communauté de communes du Confolentais .

## Demografía
| 740 | 738 | 752 | 854 | 936 | 852 |
| Para los censos de 1962 a 1999 la población legal corresponde a la población sin duplicidades (Fuente: INSEE [Consultar]) |     |     |     |     |     |